# La Chapelle-Anthenaise
La Chapelle-Anthenaise és un municipi francès situat al departament de Mayenne i a la regió de País del Loira. L'any 2007 tenia 864 habitants.

## Demografia

### Població
El 2007 la població de fet de La Chapelle-Anthenaise era de 864 persones. Hi havia 268 famílies de les quals 28 eren unipersonals (12 homes vivint sols i 16 dones vivint soles), 84 parelles sense fills, 152 parelles amb fills i 4 famílies monoparentals amb fills.
La població ha evolucionat segons el següent gràfic:
Habitants censats

### Habitatges
El 2007 hi havia 293 habitatges, 278 eren l'habitatge principal de la família, 6 eren segones residències i 9 estaven desocupats. 283 eren cases i 10 eren apartaments. Dels 278 habitatges principals, 222 estaven ocupats pels seus propietaris, 54 estaven llogats i ocupats pels llogaters i 2 estaven cedits a títol gratuït; 1 tenia una cambra, 6 en tenien dues, 27 en tenien tres, 70 en tenien quatre i 174 en tenien cinc o més. 236 habitatges disposaven pel capbaix d'una plaça de pàrquing. A 85 habitatges hi havia un automòbil i a 189 n'hi havia dos o més.

### Piràmide de població
La piràmide de població per edats i sexe el 2009 era:
| Homes | Edats   | Dones |
| ----- | ------- | ----- |
| 0     | 95 o +  | 0     |
| 0     | 90 a 94 | 0     |
| 0     | 85 a 89 | 0     |
| 8     | 80 a 84 | 0     |
| 4     | 75 a 79 | 4     |
| 8     | 70 a 74 | 4     |
| 8     | 65 a 69 | 12    |
| 0     | 60 a 64 | 0     |
| 12    | 55 a 59 | 8     |
| 48    | 50 a 54 | 24    |
| 20    | 45 a 49 | 32    |
| 28    | 40 a 44 | 28    |
| 20    | 35 a 39 | 36    |
| 24    | 30 a 34 | 28    |
| 20    | 25 a 29 | 32    |
| 12    | 20 a 24 | 24    |
| 20    | 15 a 19 | 20    |
| 44    | 10 a 14 | 12    |
| 28    | 5 a 9   | 24    |
| 20    | 0 a 4   | 12    |

## Economia
El 2007 la població en edat de treballar era de 611 persones, 509 eren actives i 102 eren inactives. De les 509 persones actives 486 estaven ocupades (253 homes i 233 dones) i 23 estaven aturades (10 homes i 13 dones). De les 102 persones inactives 32 estaven jubilades, 45 estaven estudiant i 25 estaven classificades com a «altres inactius».

### Ingressos
El 2009 a La Chapelle-Anthenaise hi havia 293 unitats fiscals que integraven 886 persones, la mediana anual d'ingressos fiscals per persona era de 17.864,5 €.

### Activitats econòmiques
Dels 14 establiments que hi havia el 2007, 8 eren d'empreses de construcció, 2 d'empreses de comerç i reparació d'automòbils, 2 d'empreses de serveis, 1 d'una entitat de l'administració pública i 1 d'una empresa classificada com a «altres activitats de serveis».
Dels 7 establiments de servei als particulars que hi havia el 2009, 1 era un taller de reparació d'automòbils i de material agrícola, 2 paletes, 1 guixaire pintor, 1 lampisteria, 1 electricista i 1 perruqueria.
L'any 2000 a La Chapelle-Anthenaise hi havia 41 explotacions agrícoles que ocupaven un total de 1.914 hectàrees.

## Equipaments sanitaris i escolars
El 2009 hi havia una escola elemental.

## Poblacions més properes
El següent diagrama mostra les poblacions més properes.